# توشیهیرو کاواموتو
توشیهیرو کاواموتو (انگلیسی: Toshihiro Kawamoto؛ زادهٔ ۱۵ ژوئیهٔ ۱۹۶۳) پویانما، و تصویرگر اهل ژاپن است.